# Unterbodnitz
Unterbodnitz település Németországban, azon belül Türingiában. Lakosainak száma 192 fő (2023. december 31.).

## Népesség
A település népességének változása:
| Lakosok száma | 184  | 189  | 187  | 191  | 192  |
|               | 2017 | 2019 | 2021 | 2022 | 2023 |